# Магрибська арабська мова
Магрибська арабська мова (араб. لهجات مغاربية; láhŷa maġribiya), або Даріжа (араб. الدارجة; (ad-)dārija, derija або darja) — спільна назва для групи діалектів арабської мови, що поширені на захід від Єгипту в історико-географічному регіоні Магриб. В ній помітна присутність запозичень із інших мов: іспанської, французької, турецької та берберських мов.

## Різновиди

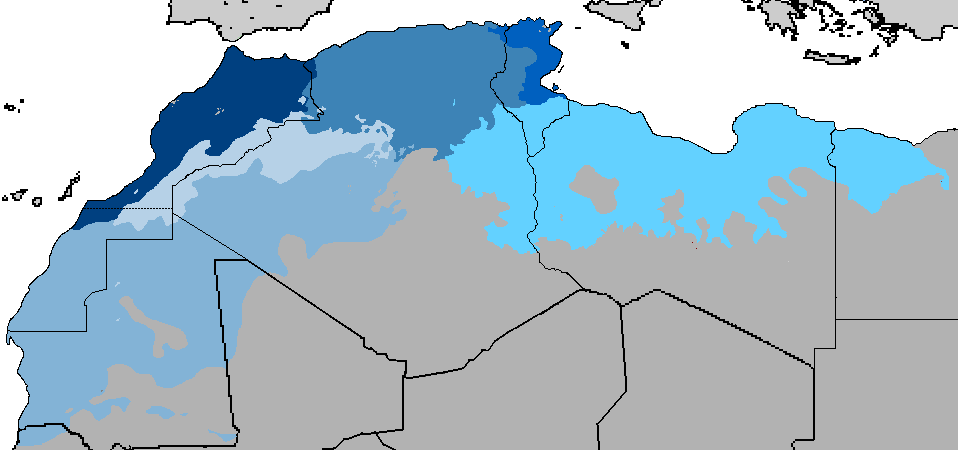
Магрибські різновиди арабської мови

- Алжирська
- Сахарська
- Шува
- Хасанія
- Андалузька
- Лівійська
  - Єврейсько-тріполітанська
- Сицилійська
  - Мальтійська
- Марокканська
  - Єврейсько-марокканська
- Туніська
  - Єврейсько-туніська